# شيبوزور اوكونكوو
شيبوزور اوكونكوو (بالإنجليزية: Chibuzor Okonkwo)‏ (16 ديسمبر 1988 جوس نيجيريا - ) هو لاعب كرة قدم نيجيري، شارك في الألعاب الأولمبية الصيفية 2008.

## روابط خارجية
- شيبوزور اوكونكوو على موقع الاتحاد الدولي (مؤرشف)  (الإنجليزية)
- شيبوزور اوكونكوو على موقع قاعدة بيانات كرة القدم.إي يو (الإنجليزية)
- شيبوزور اوكونكوو على موقع ناشيونال فوتبول تيمز (الإنجليزية)
- شيبوزور اوكونكوو على موقع Soccerway.com (الإنجليزية)
- شيبوزور اوكونكوو على موقع أوليمبيديا (الإنجليزية)